# Dipturus olseni
Dipturus olseni  (лат.) — вид хрящевых рыб семейства ромбовых скатов отряда скатообразных. Обитают в тропических водах центрально-западной части Атлантического океана. Встречаются на глубине до 384 м. Их крупные, уплощённые грудные плавники образуют диск в виде ромба со удлинённым и заострённым рылом. Максимальная зарегистрированная длина 69 см. Откладывают яйца. Не являются объектом целевого промысла.

## Таксономия
Впервые вид был научно описан в 1958 году как Raja olseni. Вид назван в честь Ингве Х. Ольсена, ассистента автора книги «Fishes of the Western North Atlantic». Голотип представляет собой неполовозрелого самца длиной 28 см, пойманного в Мексиканском заливе (27°25′ с. ш. 96°13′ з. д.).

## Ареал
Эти донные скаты обитают в северной части Мексиканского залива у берегов США (от Фориды доТехаса. Встречаются на внешнем крае континентального шельфа и в верхней части материкового склона на глубине от 55 до  384 м.

## Описание
Широкие и плоские грудные плавники этих скатов образуют ромбический диск с округлым рылом и закруглёнными краями. На вентральной стороне диска расположены 5 жаберных щелей, ноздри и рот. На длинном хвосте имеются латеральные складки. У этих скатов 2 редуцированных спинных плавника и редуцированный хвостовой плавник. Позади брызгалец имеются белые поры. Небольшие белые поры тянутся двумя рядами по направалению к хвосту. Дорсальная поверхность диска оливково-коричневого цвета с тёмными отметинами, вентральная поверхность от серого до чёрного цвета. Расстояние между спинными плавниками равно или превышает длину основания первого спинного плавника. Максимальная зарегистрированная длина 69 см.

## Биология
Подобно прочим ромбовым эти скаты откладывают яйца, заключённые в жёсткую роговую капсулу с выступами на концах. Эмбрионы питаются исключительно желтком. Самцы достигают половой зрелости при длине около 56 см.

## Взаимодействие с человеком
Эти скаты не являются объектом целевого промысла. Потенциально могут попадаться в качестве прилова. Для оценки Международным союзом охраны природы охранного статуса вида данных недостаточно.